# その気になるまで
『その気になるまで』（そのきになるまで）は、1996年4月7日から6月30日までTBS系列の「東芝日曜劇場」枠で放送されたテレビドラマ。

## 概要
『男女7人夏物語』、『秋物語』から10年経った1996年、男女7人と同じスタッフが集結し、役どころは違うものの「男女7人から10年経った、中年になった良介というコンセプト」で描いた作品。主演は明石家さんまだが、前述通り今井良介の役ではない。だが、内容は良介の10年後のそれを感じさせるもので、男女7人シリーズと同様、主に7人の男女関係を描く。
また、シンガーソングライターの山下久美子が離婚歴のあるキャリアウーマン役として出演した。それ以降、ドラマ出演はほとんどない。
主題歌はイーグルスの「ホテル・カリフォルニア」（この曲はさんま自身が心に秘める一曲でもあった）。
平均視聴率は15.2%、最高視聴率は20.2％。

## あらすじ
和歌山出身でバツイチのサラリーマン・田口賢一は母親と同居生活を送っているが、ある日ひょんなことで出会った訳ありの男2人が家に住み着いてしまう。これまたひょんなことで出会った女4人との関係が始まる。

## キャスト

### メインキャスト
- 田口 賢一：明石家さんま
- 大野木 誠：赤井英和
- 青山 恭子：手塚理美
- 馬場 千春：山下久美子
- 小室 由香：細川ふみえ
- 嶋田 美登里：秋野暢子
- 神代 秀明：佐野史郎
- 畑中 弥生：森口瑤子
- 田口 きよみ：南風洋子
- 青山 隆介：山田侑磨

### サブキャスト
中央製鋼（田口の勤務先）
- 山崎部長：平泉成
- 榊部長：鶴田忍
- 田口と同期入社の社員：佐戸井けん太
- リストラされる社員： 田山涼成

杉乃屋（神代の勤務先）
- 社長令嬢：郡山冬果

スポーツ新聞社（大野木の勤務先）
- 林（元部長のホームレス）：若松武史

井上夏葉
伊藤隆大
秋山麗奈
長尾麻未

## スタッフ
- 脚本：鎌田敏夫
- 演出：清弘誠、横井直行
- プロデューサー：武敬子
- 主題歌：イーグルス「ホテル・カリフォルニア」
- 協力：東通、アックス、テイクシステムズ
- 製作：テレパック、TBS

## 放送日程
| 話数                                                       | 放送日  | サブタイトル | 演出     | 視聴率 |
| ---------------------------------------------------------- | ------- | ------------ | -------- | ------ |
| 第1話                                                      | 4月07日 | 終電車       | 清弘誠   | 20.2%  |
| 第2話                                                      | 4月14日 | 迷子         | 清弘誠   | 15.3%  |
| 第3話                                                      | 4月21日 | 喧嘩         | 横井直行 | 18.4%  |
| 第4話                                                      | 4月28日 | うしろ姿     | 清弘誠   | 12.2%  |
| 第5話                                                      | 5月05日 | 別離         | 横井直行 | 16.1%  |
| 第6話                                                      | 5月12日 | 不純な動機   | 清弘誠   | 12.8%  |
| 第7話                                                      | 5月19日 | 嫉妬         | 横井直行 | 13.9%  |
| 第8話                                                      | 5月26日 | 男三人       | 清弘誠   | 17.0%  |
| 第9話                                                      | 6月02日 | 揺れる       | 横井直行 | 11.9%  |
| 第10話                                                     | 6月09日 | ドンドン     | 清弘誠   | 13.6%  |
| 第11話                                                     | 6月16日 | 家出         | 横井直行 | 14.6%  |
| 第12話                                                     | 6月23日 | もう一度     | 清弘誠   | 12.5%  |
| 最終話                                                     | 6月30日 | 夏の風       | 清弘誠   | 16.2%  |
| 平均視聴率 15.2%（視聴率は関東地区・ビデオリサーチ社調べ） |         |              |          |        |

- 初回は21時 - 22時24分の20分拡大[1]。

## 備考
- さんまにとって、このドラマは脚本が鎌田敏夫、プロデューサーが武敬子、製作はテレパックという、『男女7人夏物語』のスタッフによるものであり、「（同一人物ではないという設定だが）今井良介の10年後」というコンセプトに対して、並々ならぬ決意と思い入れを持って挑んでいた。鎌田とさんまであったが、この作品以降、鎌田作品へのさんまの出演は、2012年現在まで無い。
- 2023年10月11日TVKテレビ神奈川にて地上波では実に27年ぶりに再放送された。また翌2024年1月には東京MXでも再放送されている。尚これまでVHSやDVDソフト化並びに動画配信サイト現時点では放送されたことは無い。